# 金龍渙 (音楽家)
金 龍渙（キム・ヨンファン、김용환、1909年 - 1949年2月15日）は、おもに日本統治時代の朝鮮で活動した歌手兼作曲家。作曲者として活動する際には、キム・ヨンファ（김영파）、キム・タンフォ（김탄포）、チョ・ジャリョン（조자룡）といった芸名も使用した。

## 生涯
咸鏡南道元山に生まれ、その後、咸鏡南道咸興で幼児期を過ごした金龍渙は、作詞、作曲、歌にすべて優れた万能の大衆音楽人であった。「涙に濡れた豆満江」の歌手として知られる金貞九の実兄である。
キリスト教の家庭に生まれ、教会を通して音楽に触れた。洗礼者ヨハネの名にちなんで名をヨンファンとした。金貞九のほかにも、弟たちであるキム・ジョンヒョン（김정현）とキム・アンラ（김안라）がいずれも音楽家になった。金龍渙の妻チョン・ジェドク（정재덕）も歌手であった。
元山地域の劇団である東方芸術団（동방예술단）で演劇俳優となって芸能界に入り、新民謡「두만강 뱃사공（仮訳：豆満江の船乗り）」を発表し、作曲家としてデビューした。代表作には、「구십리 고개（仮訳：九十里峠）」、「노다지 타령」、「노다지 타령」、「모던 관상쟁이」、「낙화유수 호텔（仮訳：落花流水ホテル）」、「이꼴 저꼴」、「장모님전 항의（仮訳：義母様前抗議）」、「가거라 초립동」、「내 칼에 내가 찔렸소동」などがある。このうち「義母様前抗議」は、酷い歌詞を盛り込んだ漫謠で、金龍渙の歌手としての才能がよく表れた歌である。
1935年には雑誌『三千里』の歌手人気投票で、男子部門の2位に選ばれるほど人気を享受し、オーケーレコードに関係して、李花子を発掘して「꼴망태 목동」、「님전 화풀이」、「어머님 전상서」などの曲を与えて人気歌手として成功させた。 1940年には半島楽劇座（반도악극좌）を組織して総指揮を務め、映画『アリラン』を改作した楽劇団巡回公演で人気を集めた。
日本統治時代末期に軍国歌謡を作曲して歌ったことがある。歌詞が残っている曲である「우리는 제국군인（仮訳：我らは帝国軍人）」は、1943年に『毎日新報』が募集した「二千五百万が唱和する半島皆兵の歌（이천오백만이 창화(唱和)할 반도개병(半島皆兵)의 노래）」行事に当選した曲である。このため、光復後、韓国独立党の金承学が作成した肉筆原告の親日派名簿の中の芸能界部門には、この曲の作詞家である金正義（김정의）とともに、金龍渙の名前が上がっている。